# VfR Neumünster
El VfR Neumünster es un equipo de fútbol de Alemania que juega en la Oberliga Hamburg, la quinta liga de fútbol más importante del país.

## Historia
Fue fundado el 3 de marzo de 1910 en la ciudad de Neumünster, en Schleswig-Holstein con el nombre FV Neumünster por miembros del FC Germania 1907 Neumünster y el FC Viktoria 1909 Neumünster, jugando un papel modesto en el fútbol alemán en sus primeros años, excepto en la temporada que jugaron en la 2. Bundesliga en 1937/38. En 1924 se unieron a la sección de fútbol del TV Gut-Heil Neumünster, creando al equipo VfR 1923 Neumünster, cambiando su nombre por el que tienen actualmente.
Con el nacimiento de la Bundesliga en 1963, el equipo no tardó mucho tiempo en dar el salto al profesionalismo, aunque no han llegado a jugar en ella, pasando la mayoría de su historia en el III y IV nivel, incluso teniendo problemas financieros que estuvieron a punto de llevarlos a la bancarrota en el 2005, la cual se concretó en el 2007, forzándolos a jugar en la Verbandsliga en la temporada siguiente.

## Palmarés
- Amateurliga Schleswig-Holstein (III): 1

1966
- Landesliga Schleswig-Holstein (IV): 1

1976
- Verbandsliga Schleswig-Holstein (IV): 1

1980
- Verbandsliga Hamburg/Schleswig-Holstein (IV): 1

2000
- Oberliga Hamburg/Schleswig-Holstein (IV): 1

2003
- Schleswig-Holstein Pokal (Copa Schleswig-Holstein): 3

1975, 2004, 2013